# Atmosfera ochronna
Atmosfera ochronna – pojęcie używane w nauce i technice (technologii) oznacza odpowiednio dobrany gaz (lub mieszaninę gazów) nie wpływający na zjawisko fizyczne lub chemiczne i umożliwiający niezaburzony przebieg jakiegoś konkretnego rodzaju procesu. W zależności od potrzeby stosuje się atmosferę statyczną lub przepływ gazu.
Przykłady:
- w trakcie miareczkowania często stosuje się atmosferę ochronną azotu aby uniknąć utleniającego wpływu tlenu atmosferycznego
- w procesie spawania stali, aluminium lub metali kolorowych stosuje się często ochronna atmosferę argonu lub helu
- w reaktorach jądrowych chłodzonych sodem, atmosfera ochronna z gazu obojętnego chroni sód przed utlenieniem
- w obróbce cieplnej atmosfery ochronne chronią wsad przed utlenianiem, a w przypadku stali także odwęgleniem. Mieszanina gazu obojętnego (np. azotu) i gazu redukującego (np. wodoru) chroni przed utlenieniem, zaś dla ochrony przed odwęgleniem potrzebne są także składniki zapewniające równowagę węgla w elemencie grzanym i atmosferze - np. CO